# Марьяновка (Криворожский район)
Марья́новка (укр. Мар'янівка) — село, Лозоватский сельский совет, Криворожский район, Днепропетровская область, Украина.
Население по переписи 2001 года составляло 323 человека.

## Географическое положение
Село Марьяновка находится на левом берегу Карачуновского водохранилища (река Ингулец), выше по течению на расстоянии в 2 км расположено село Лозоватка.
По селу протекает пересыхающий ручей с запрудой. Через село проходят автомобильная дорога Н-23 и железная дорога, станция Красный Шахтёр в 6-и км.